# Station Stewartby
Stewartby is een spoorwegstation van National Rail in Stewartby, Bedford in Engeland. Het station is eigendom van Network Rail en wordt beheerd door West Midland Trains. 